# Neobidessus pullus
Neobidessus pullus is een keversoort uit de familie waterroofkevers (Dytiscidae). De wetenschappelijke naam van de soort is voor het eerst geldig gepubliceerd in 1855 door LeConte.
Deze soort komt voor in Noord Amerika